# Wolfgang Haffner
Wolfgang (von) Haffner (10. september 1810 i Valby – 28. april 1887 i København) var en dansk politiker, krigs- og marine- og indenrigsminister.
Haffner var søn af general Johan Wolfgang Reinhold Haffner. I Haffners liv træder både
det militære og det politiske element stadig i forgrunden. Men medens hans hovedinteresse lå på det militære felt, er det som politiker, han har sin betydning i Danmarks historie. 15 år gammel trådte han ind i militæretaten som sekondløjtnant à la suite ved Livregimentet Kyrasserer, hvorfra han 3 år senere, efter i mellemtiden at være blevet kammerjunker, gik over til Hestgarden i samme stilling. Længere end til ritmesterchargen nåede Haffner dog ikke, da bestyrelsen af Stamhuset Egholm kaldte ham bort fra officersbanen. Han tog sig med iver af godsets administration og afløste i årene 1844-49 hoveriet, altså før dettes afløsning ved lovene af 1850 blev genstand for lovordning. Samtidig var han et virksomt medlem af stedets kommunale råd, i hvilke han bevarede sit sæde i en lang årrække, efter at han havde fået en videre arbejdsmark i regering og Rigsdag, uden at målestokken fra ministerialbygningen og Christiansborg Slot syntes i hans øjne at trykke forholdene i Sæby Kommune og gamle Roskilde Amt ned til mindre dimensioner end tilforn. I den 1. slesvigske krig deltog Haffner som frivillig i egenskab af anfører for en eskadron herregårdsskytter. I det politiske liv optrådte han i denne periode kun for så vidt , som han fra 1840 var suppleant til Roskilde Stænderforsamling og senere medlem af bestyrelsen for den godsejerlige grundejerforening. Først efter grundlovsrevisionen 1866 gik Haffner ind i Rigsdagen, idet han i oktober 1866 valgtes som Landstingsmand for 2. kreds, hvilket hverv han fastholdt indtil sin død. Da Estrup 22. september 1869 gik af fra Indenrigsministeriet, overtog Haffner denne post i svogeren grev C.E. Frijs' kabinet, men var knap kommet ret til sæde i denne vidt forgrenede administration, før Ministeriet Frijs opløstes (28. maj 1870). Haffner gik da som krigs- og marineminister over i Ministeriet Holstein-Holsteinborg. Store ting fik Haffner dog ikke udrettet. Han fik vel lagt grunden til de forsvarsplaner, som senere bragtes frem, og som i forskellig skikkelse havde været stridsemner her i landet i 20 år, men før sagen var moden til at forelægges for rigsdagen, var Haffner trådt ud af ministeriet (23. december 1872) på grund af stærk personlig uenighed med sin slægtning, finansminister A.F. Krieger. Ved ministeriet Estrups dannelse 11. juni 1875 overtog Haffner atter de 2 militære porteføljer. Uden held søgte Haffner nu at gennemføre forsvarsplanerne, og i reformeringen af den militære retspleje, som dannede en anden væsentlig opgave for hans ministerier, nåede han heller ikke ud over forsøgenes stadium, i samlingen 1876-77 fremtrådte der i denne sag en principiel uenighed imellem ham og landstingsudvalget, der ikke ville gå ind på det af ministeren ønskede omfattende fællesskab i straffelovgivningen for hæren og flåden. Samtidig havde Haffners helbredstilstand og navnlig hans åndelige friskhed vist en – som det senere sås, dog kun forbigående – tilbagegang, som hos indviede fremkaldte betænkeligheder. 28. juli 1877 tog han sin afsked. Først efter dette tidspunkt har Haffners hovedbetydning gjort sig gældende. Han har haft det til fælles med sine 2 svogre Frijs og Krieger, at den indflydelse, som de har udøvet uden for de øverste ledende stillinger, har været større end det arbejde, som de har udført i disse. I den halve snes år, som gik hen siden Haffners sidste demission, stod han i første linje iblandt Rigsdagens ledende politikere, og i Landstinget var han vel hverken mere eller mindre end tingets første mand. Hans sociale stilling, politiske fortid og personlige egenskaber forenede sig om at hæve ham til en sådan position. Ikke at Haffner var et lyst hoved, udrustet med en talentfuld parlamentarikers blændende egenskaber. Tværtimod, der var noget tungt, tørt og træet over hans optræden og tale. Men han var grundig, moralsk og intellektuelt vederhæftig som få, gennemnobel og en diametral modsætning til alt, hvad der hedder uklarhed og forvrøvlethed. Bag det tillukkede ydre boede der også et temperament, som kunde slå ud i flamme, når den rette lejlighed var der. Og den rette lejlighed var for Haffner landets forsvar og den skandinaviske tankes fremgang. For en mand med Haffners egenskaber af ydre og indre art var der god brug i denne nydannelsens periode, da højre organiserede sig i og uden for Rigsdagen. Haffner blev både formand for Landstingets Højregruppe og for Højres repræsentantskab, og begge stillinger udfyldte han ikke blot af navn, men af gavn.
Haffner udnævntes 1877 til Storkors af Dannebrog; kammerherre var han siden 1847, 1871 blev han general à la suite, og 1880 tillagdes der ham rang i 1. rangklasse. Han døde 28. april 1887 i København. 8. november 1832 indgik han ægteskab med Sophie Wilhelmine Caroline Krieger (21. december 1807 – 26. august 1889), datter af kommandørkaptajn Johan Krieger.